# Lista över borgmästare i Sigtuna
Detta är en lista över staden Sigtuna stads borgmästare.

## Borgmästare i Sigtuna
Borgmästare i Sigtuna stad före 1971.

### Justitieborgmästare
| Ämbetstid | Namn                 | Levnadstid | Övrigt                       |
| --------- | -------------------- | ---------- | ---------------------------- |
|           | Mårten Bergstedt     | –1738      |                              |
| 1736–1758 | Anders Erik Kihlman  | 1708–1784  | Senare borgmästare i Köping. |
| 1759–1774 | Johan Sundblad       | 1728–1774  |                              |
| 1779–1791 | Anders Bellander     | 1735–1808  |                              |
| 1791–1823 | Carl Noréus          | 1767–1823  |                              |
| 1838–1887 | Karl Vilhelm Bahrman | 1806–1887  |                              |
| 1927–1948 | Gustaf Dahl          | 1890–1992  |                              |